# Новая восточная политика
Новая восточная политика (нем. Neue Ostpolitik), часто просто восточная политика, остполитик (нем. Ostpolitik, употребляется также термин Ostpolitik без перевода в иноязычном тексте) — в контексте политической ситуации холодной войны и раздела Германии политика руководства ФРГ по сближению с ГДР и с социалистическими государствами Восточной Европы, проводившаяся правительством ФРГ с 1970 до 1990-х годов. Остполитик стала частью общей тенденции к разрядке международной напряжённости, характеризовавшей международную политику 1970-х годов.
Восточная политика связана с именами членов СДПГ Вилли Брандта, федерального канцлера ФРГ в 1969—1974 годах, и его министра по особым поручениям Эгона Бара, архитектора остполитик.
В постсоветское время остполитик, направленную на все восточноевропейские страны, заменила руссландполитик (нем. Russlandpolitik) — политика взаимодействия с Россией.

## Основные черты «Новой восточной политики»
Межгерманская политика
- признание ГДР как суверенного государства (Основополагающий договор между ГДР и ФРГ, 1972), признание государственной границы между ФРГ и ГДР;
- установление де-факто дипломатических отношений между ФРГ и ГДР (на уровне «постоянных представителей»);
- отказ от характерной для правительств ХДС до 1969 г. политики игнорирования восточной Германии как «оккупированной территории»; расчёт на демократизацию ГДР благодаря интенсификации контактов между западными и восточными немцами («изменение через сближение», Wandel durch Annäherung);
- сохранение декларированной цели добровольного объединения Германии в будущем;
- личные встречи и переговоры руководства двух германских государств, начиная с встречи на высшем уровне в Эрфурте в 1970 году;
- усиление межгерманских экономических связей.

Отношения с другими странами и международными организациями
- отказ от доктрины Хальштейна и установление дипломатических отношений со странами, имевшими таковые с ГДР (первыми, не считая СССР, на который доктрина не распространялась, стали Югославия и Румыния);
- признание восточной границы ГДР (линия Одер — Нейсе), отказ от претензий на территории Силезии, Померании и Восточной Пруссии, де-факто с 1945 г. находившиеся в составе Польши и СССР; приверженность принципу нерушимости европейских границ (Московский договор (1970));
- сближение с социалистической Польшей и особое подтверждение её границ (Варшавский договор (1970), Коленопреклонение в Варшаве);
- подтверждение границ с Чехословакией, признание Мюнхенского соглашения 1938 г. ничтожным (Пражский договор (1973)[нем.])
- вступление в ООН одновременно с ГДР (1973);
- сохранение членства ФРГ в ЕЭС и НАТО.

За свои усилия Брандт был награждён в 1971 году Нобелевской премией мира.